# Cox Habbema
Cox Habbema (Ámsterdam, 21 de marzo de 1944 - 18 de abril de 2016) nombre de nacimiento Cornelia Habbema fue una actriz y directora de teatro holandesa.
Estudió en la Universidad de las Artes de Ámsterdam. Contrajo matrimonio con Eberhard Esche. Falleció el 18 de abril de 2016 a los 72 años.

## Filmografía
- 1968, To Grab the Ring
- 1972, Eolomea
- 1977, The Incorrigible Barbara
- 1982, Apprehension
- 1982, A Question of Silence